# Abraham Paz
Abraham Paz, teljes nevén Abraham Paz Cruz (El Puerto de Santa María, 1979. június 29. –) spanyol labdarúgó, jelenleg a Hércules CF hátvédje.

## Karrierje
Karrierjét a Cádiz CF B csapatában kezdte, itt egy évet leszámítva 2003-ig játszott. Ezt az egy szezont az RC Portuense csapatában töltötte, kölcsönben. 2003-tól öt éven keresztül az első csapat játékosa volt. 2008 óta szerepel jelenlegi klubjában, a Hércules CF-ben.

## Fordítás
- Ez a szócikk részben vagy egészben  az   Abraham Paz című angol Wikipédia-szócikk fordításán alapul.  Az eredeti cikk szerkesztőit annak laptörténete sorolja fel. Ez a jelzés csupán a megfogalmazás eredetét és a szerzői jogokat jelzi, nem szolgál a cikkben szereplő információk forrásmegjelöléseként.

## Külső hivatkozások
- Profilja a Cádiz honlapján (spanyolul)
- BDFutbol-profilja (angolul)
- Futbolme-profilja (spanyolul)
- Statisztikái El Mundo Deportivo honlapján (spanyolul)